# Bystřice, Jičín
Bystřice là một làng thuộc huyện Jičín, vùng Královéhradecký, Cộng hòa Séc.